# Wannbach
Wannbach (fränkisch: Wamboch) ist ein Gemeindeteil des Marktes Pretzfeld im Landkreis Forchheim (Oberfranken, Bayern).

## Geographie
Das Kirchdorf liegt an der Trubach, am Thosbach und am Weißbachgraben, die beiden Letzteren sind rechte Zuflüsse der Trubach. Es ist allseits von Erhebungen der Fränkischen Schweiz umgeben: im Norden vom Wachtknock (554 m ü. NHN), im Südosten vom Wannbacher Berg (520 m ü. NHN), im Süden vom Rabenberg (463 m ü. NHN) und im Nordwesten vom Diederichstein (454 m ü. NHN). Dort befindet sich auch die Ruine Diederichstein.
Die Staatsstraße 2260 führt nach Unterzaunsbach (1,25 km südöstlich) bzw. an Lützelsdorf (1 km nordwestlich) vorbei nach Pretzfeld (2,75 km nordwestlich). Die Kreisstraße FO 30 führt nach Urspring (1,5 km nordöstlich), die Kreisstraße FO 37 nach Hardt (2 km südöstlich).

## Geschichte
1124 wurde in einer Urkunde ein „Pucco de Wannebach“ erwähnt. Dies ist zugleich der älteste Beleg für Wannbach, das der Sitz dieses Niederadels war. Das Bestimmungswort des Ortsnamens ist der Name Wanno des Gründers der Siedlung. Die Herren von Wannbach hatten ursprünglich die Grundherrschaft über den Ort. 1493 verkauften die Geschwister Georg, Christoph und Elsbet von Wambach ihrem Oheim Konz von Egloffstein für 12000 Gulden das Schloss samt den Zugehörungen zu freieigen. 1525 wurde das Schloss im Bauernkrieg vollständig zerstört.
Im Jahr 1505 kam der Ort zum Bamberger Bistum und unterstand dem bambergischen Amt Ebermannstadt. 1764 wurden die Grafen von Seinsheim mit Wannbach belehnt. Von besonderer Bedeutung war der Viehhandel, der zu dieser Zeit von den dort ansässigen Juden betrieben wurde.
Mit dem Gemeindeedikt (frühes 19. Jahrhundert) wurde die Ruralgemeinde Wannbach gebildet. Sie war in Verwaltung und Gerichtsbarkeit dem Landgericht Ebermannstadt zugeordneut, in der Finanzverwaltung dem Rentamt Breitenbach und in der Freiwilligen Gerichtsbarkeit dem Patrimonialgericht Pretzfeld. Die Gemeinde hatte eine Gebietsfläche von 1,982 km².
Am 1. Juli 1976 wurde Wannbach mit der Gebietsreform in Pretzfeld eingegliedert.
Haupteinnahmequellen sind heute die Gastronomie und der Fremdenverkehr.

### Baudenkmäler
In Wannbach gab es insgesamt vier Baudenkmäler, von denen mittlerweile aber nur noch drei existieren. Diese sind das ehemalige Schulhaus mit der Hausnummer 30, der Gasthof Mühlhäuser mit der Hausnummer 61 und das Wohnhaus mit der Hausnummer 64. Das vierte Baudenkmal war die ehemalige Obstdarre mit der Hausnummer 32, diese wurde aufgrund von Baufälligkeit jedoch mittlerweile abgebrochen.

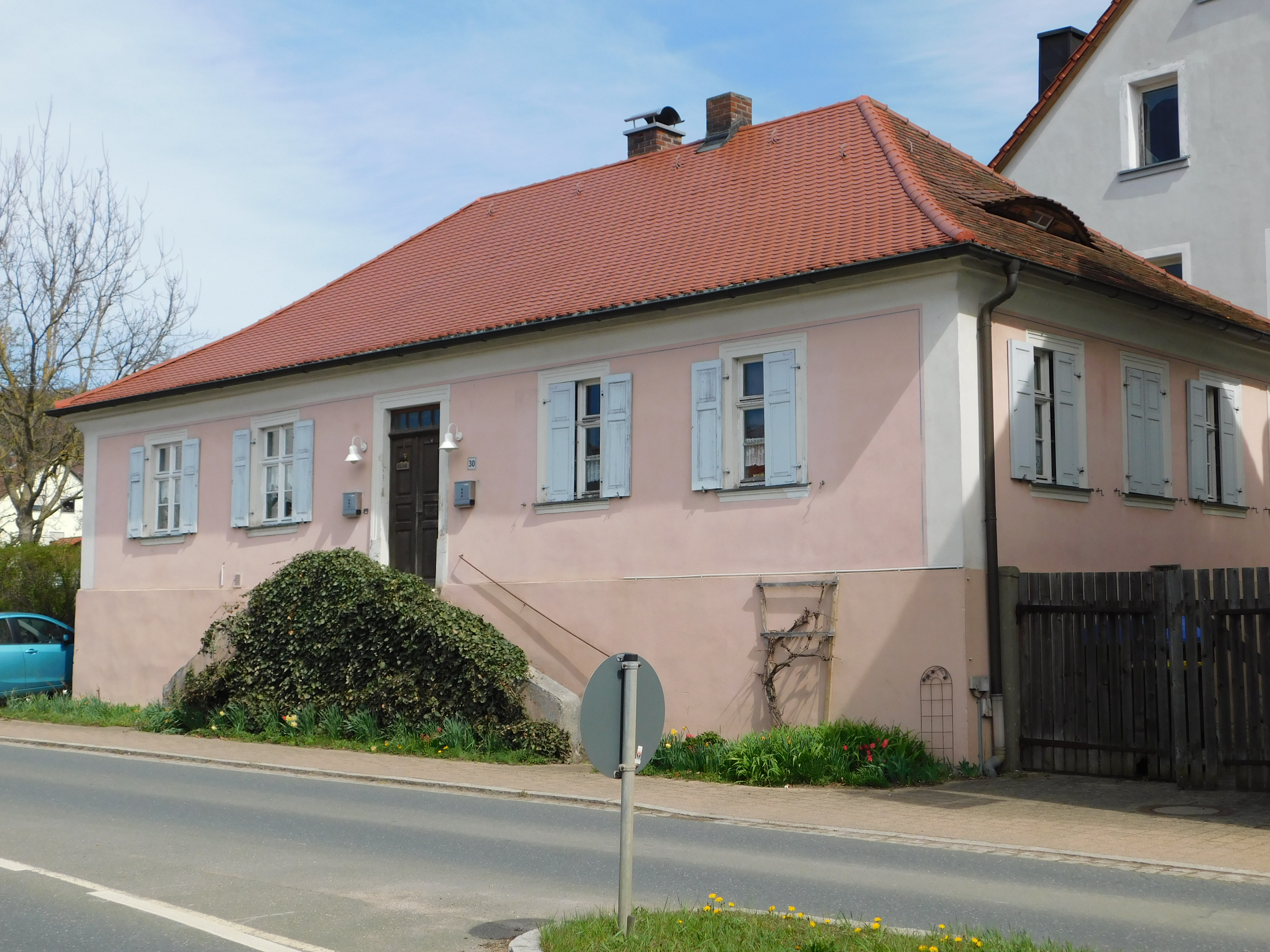
Ehemaliges Schulhaus
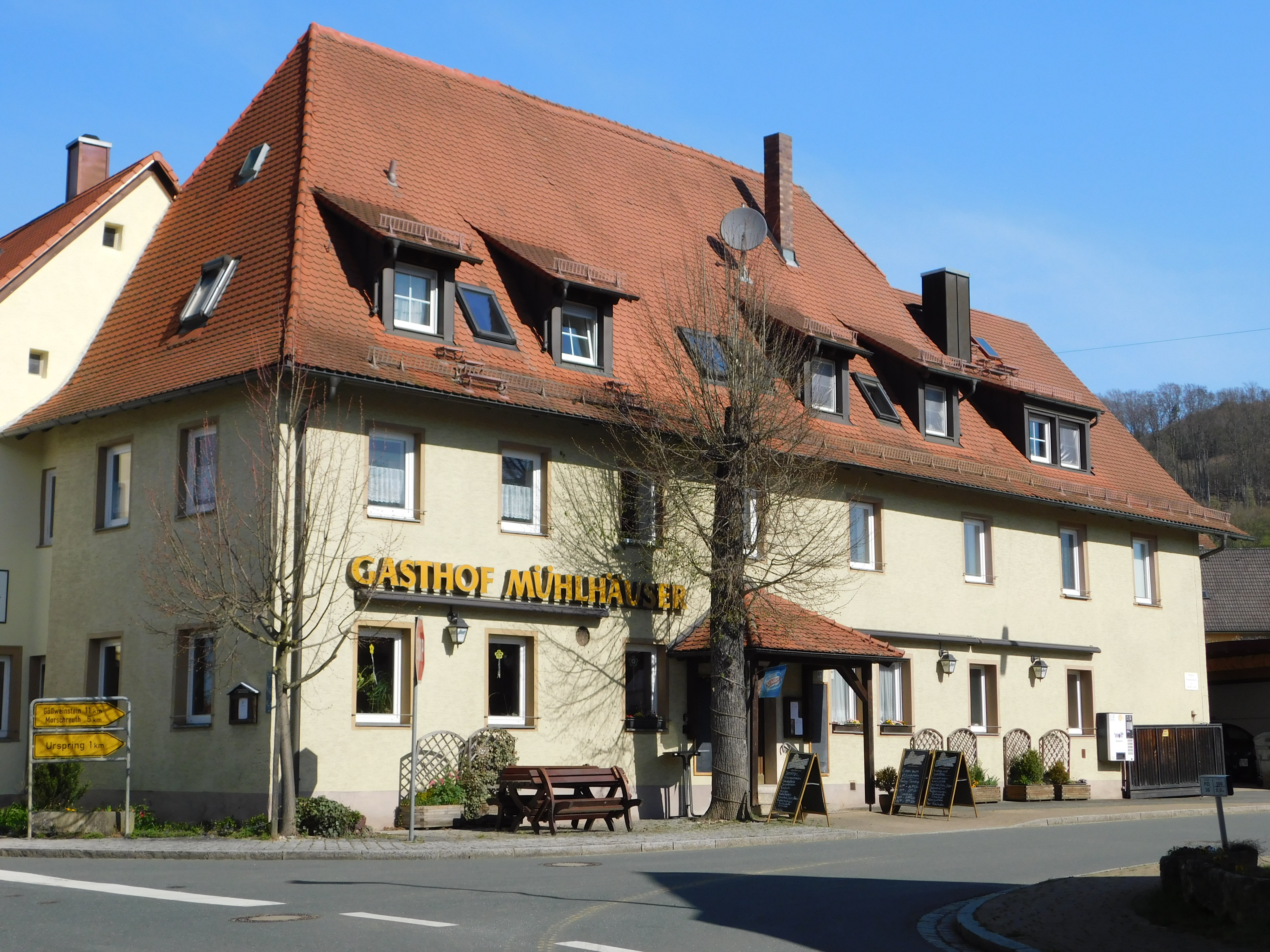
Gasthof Mühlhäuser

### Einwohnerentwicklung
| Jahr      | 1827  | 1840   | 1852   | 1855   | 1861   | 1867   | 1871   | 1875   | 1880   | 1885   | 1890   | 1895   | 1900   | 1905   | 1910   | 1919   | 1925   | 1933   | 1939   | 1946   | 1950   | 1952   | 1961  | 1970   | 1987   | 2011 |
| Einwohner | 245   | 241    | 220    | 212    | 206    | 232    | 244    | 223    | 229    | 215    | 212    | 207    | 205    | 205    | 172    | 167    | 163    | 161    | 146    | 273    | 262    | 256    | 218   | 196    | 185    | 292  |
| Häuser    |       |        |        |        |        |        | 41     |        |        | 34     |        |        | 35     |        |        |        | 31     |        |        |        | 32     |        | 34    |        | 50     |      |
| Quelle    | [ 9 ] | [ 12 ] | [ 12 ] | [ 12 ] | [ 13 ] | [ 12 ] | [ 14 ] | [ 12 ] | [ 12 ] | [ 15 ] | [ 12 ] | [ 12 ] | [ 16 ] | [ 12 ] | [ 12 ] | [ 12 ] | [ 17 ] | [ 12 ] | [ 12 ] | [ 12 ] | [ 18 ] | [ 12 ] | [ 1 ] | [ 19 ] | [ 20 ] |      |

## Religion
Der Ort ist seit der Reformation evangelisch-lutherisch geprägt und gehört zur Kirchengemeinde St. Johannis (Wannbach), einer Filiale von St. Matthäus (Hetzelsdorf). Die Katholiken sind nach St. Kilian (Pretzfeld) gepfarrt. In Wannbach gab es bis 1934 eine jüdische Gemeinde.